# Grabplatten im Lübecker Dom
Die Grabplatten des Lübecker Doms sind von der Forschung in den letzten 250 Jahren immer wieder beschrieben worden, nach letztem Stand sind im Corpus der mittelalterlichen Grabdenkmäler in Lübeck 352 ehemalige sowie heute noch vorhandene Grabdenkmäler bis zum Jahr 1600 dokumentiert. Dazu kommen die Grabplatten ab 1600 bis zur Aufhebung der Kirchenbestattungen in Lübeck. Die nachfolgende Liste stellt also eine Auswahl dar.

## Auswahl erhaltener Grabplatten im Lübecker Dom
| Name mit Lebensdaten                                                 | Jahr           | Corpus LÜDO | Standort, Zustand, Besonderheiten und Anmerkungen | Abbildung |
| -------------------------------------------------------------------- | -------------- | ----------- | --- | --------- |
| Warendorp, Helenburg von († 1316)                                    | 1316           | 016         | Ehefrau des Bürgermeisters Bruno Warendorp († 1341) |           |
| Bocholt, Heinrich († 1. März 1341)                                   | 1341           | 041         | Bischof von Lübeck (Ausschnitt der Grabplatte aus der Werkstatt des Lübecker Rotgießers Jan Apengeter) |           |
| Serkem, Burkhard († 13. März 1317) / Mul, Johannes (23. August 1350) | 1350           | 049         | Doppelgrabplatte (aus Messing) zweier 1317 und 1350 verstorbener Lübecker Bischöfe |           |
| Cremon, Bertram († 5. Januar 1377)                                   | 1370           | 060         | 14. Bischof von Lübeck (Messinggrabplatte) |           |
| Molen, Nikolaus van der († 4. Juli 1464)                             | 1464           | 172         | Domdechant |           |
| Anderten, Volkmar von (* 1410 (?); † 9. März 1481)                   | 1481           | 187         | Domherr |           |
| Rode, Johannes († 28. Oktober 1532)                                  | 1482/1532      | 189         | Wiederverwendung des Steins des 1482 verstorbenen Domherrn Bernhard Wessel durch den Domdekan Johannes Rode 1532 |           |
| Westphal, Wilhelm (1443–1509)                                        | 1509           | 268         | Der Lübecker Bischof wurde im Chor des Doms begraben. Seine Grabplatte mit der Figur des segnenden Bischofs wurde um die Wende vom 19. zum 20. Jahrhundert an der südlichen Abschlussmauer des Chorraums beim Lettner aufgerichtet. |           |
| NN                                                                   | 1520~          | 274         | unbekannt |           |
| Tramme, Jacob                                                        | 1535           | 286         | Grabplatte für den Priester Jacob Tramme. Wiederverwendet durch den Domherrn Johannes Sluter (1561). |           |
| Ebeling, Moritz († 5. April 1537)                                    | 1537           | 288         | Domherr |           |
| Wulf, Johannes                                                       | 1542           | 292         | Domherr |           |
| Grimholt, Johannes († 27. Mai 1523)                                  | 1523           | 293         | Bischof von Lübeck |           |
| Cloenewinkel, Bernhard                                               | 1548           | 299         | Domherr |           |
| Tiedemann, Johannes (1503–1561)                                      | 1561           | 309         | Bischof von Lübeck |           |
| NN                                                                   | 1559 oder 1564 | 313         | Grabplatte eines unbekannten Domherrn, wiederverwendet für den Domdekan Richard Blanckenheim (1633) |           |
| Quastenborch, Hermann                                                | 1568           | 318         | Domherr |           |
| Angerstein, Andreas († 4. Oktober 1570)                              | 1570           | 319         | Nachnutzer der Grabplatte war der Ratsherr Johann Friedrich Bagge (1711–1784). |           |
| Meier, August († 1676)                                               | 1676           | ./.         | Domherr und Senior des Lübecker Kapitels, Hofrat der Herzöge von Schleswig-Holstein und Gesandter des Fürstbischofs von Lübeck beim Kaiserlichen Hof in Wien. Seine Epitaph befand sich bis 1856 im Dom.                            |           |
| Rheder, Reimar Peter von (1660–1711)                                 | 1711           | ./.         | Domherr und königlich dänischer Rat |           |
| Hanneken, Balthasar Gerhard (1678–1751)                              | 1751           | ./.         | Hauptpastor am Dom und Senior des Geistlichen Ministeriums |           |
| Eyben, Christian August von (1700–1785)                              | 1785           | ./.         | Fragment (Messingeinlage des Grabsteins) |           |